# Trường Sĩ quan Pháo binh
Trường Đại học Sĩ quan Pháo binh (PBH) là một trường đào tạo sĩ quan chỉ huy chiến thuật cấp phân đội chuyên ngành pháo binh trực thuộc Binh chủng Pháo binh của Bộ Quốc phòng. 
- Ngày thành lập: ngày 18 tháng 2 năm 1957.
- Trụ sở chính: xã Thanh Mỹ, thị xã Sơn Tây, thành phố Hà Nội.
- Điện thoại:(+84-24) 33838194
- E-mail: tuyensinhsqpb@gmail.com

## Lịch sử
Trường Đại học Sĩ quan Pháo binh tiền thân là Phân khoa Pháo binh thuộc Trường Sĩ quan Lục quân 1 - Đại học Trần Quốc Tuấn. Ngày 1/5/1949, Phân khoa đã khai giảng lớp học viên đầu tiên và trong 8 năm (1949 - 1957), đã hoàn thành 5 khóa huấn luyện, đào tạo ra trường 1.714 cán bộ pháo binh. Đây là những đồng chí cán bộ sau này trở thành lực lượng nòng cốt xây dựng Binh chủng Pháo binh và xây dựng quân đội.
Thực hiện Nghị quyết của Tổng Quân ủy Trung ương, lực lượng Pháo binh có bước phát triển mới, bao gồm pháo mặt đất, pháo cao xạ với quy mô tương đối hiện đại. Những đơn vị pháo binh dự bị chiến lược, pháo binh biên chế của các quân khu, quân đoàn, sư đoàn lần lượt ra đời. Một đội ngũ cán bộ từ trung đội đến sư đoàn được lựa chọn từ các đơn vị trong toàn quân, thực tế đó đòi hỏi phải có một cơ sở đào tạo cán bộ Pháo binh đáp ứng yêu cầu nhiệm vụ. Trước tình hình đó, ngày 18/2/1957, Bộ trưởng Bộ Quốc phòng kiêm Tổng Tư lệnh QĐND Việt Nam đã ra Nghị định số 32/NĐA tách Phân khoa Pháo binh thuộc Trường Sĩ quan Lục quân 1 - Đại học Trần Quốc Tuấn thành Trường Đại học Sĩ quan Pháo binh Việt Nam. Những năm qua, nhà trường đã hoàn thành hàng trăm khóa đào tạo, bồi dưỡng cho ra trường gần 5 vạn cán bộ chỉ huy, cán bộ chính trị cấp phân đội, hàng ngàn cán bộ chỉ huy tham mưu cấp trung, lữ đoàn pháo binh và sĩ quan dự bị, hạ sĩ quan, khẩu, tiểu đội trưởng, nhân viên chuyên môn kỹ thuật và hàng trăm giáo viên quân sự, đáp ứng kịp thời yêu cầu xây dựng và chiến đấu của bộ đội pháo binh qua các thời kỳ của cách mạng và làm tròn nhiệm vụ quốc tế cao cả. Hầu hết cán bộ do trường giáo dục, đào tạo đều có phẩm chất chính trị tốt, kiên định vững vàng; có trình độ kỹ chiến thuật và năng lực quản lý, chỉ huy bộ đội tốt. Trong số đó có nhiều đồng chí trưởng thành là tướng lĩnh, cán bộ lãnh đạo giữ trọng trách trong quân đội, cơ quan Đảng, Nhà nước; một số đồng chí lập công xuất sắc trở thành anh hùng lực lượng vũ trang nhân dân; nhiều đồng chí đã trở thành giáo sư, phó giáo sư, tiến sĩ, thạc sĩ đang công tác tại các cơ quan nghiên cứu khoa học, các học viện, nhà trường trong quân đội. Nhà trường có một đồng chí được phong tặng danh hiệu nhà giáo nhân dân, 7 đồng chí là nhà giáo ưu tú, hàng trăm đồng chí được tặng Huy chương, Kỷ niệm chương “Vì sự nghiệp giáo dục”.
Năm 1998, Trường Đại học Sĩ quan Pháo binh được Bộ Giáo dục và Đào tạo được công nhận là đơn vị sự nghiệp trọng điểm đào tạo quân sự trong lĩnh vực chuyên ngành pháo binh. Năm 2008, Bộ Quốc phòng giao nhiệm vụ cho trường đào tạo trình độ cao học Pháo binh.
Trong thời kỳ đổi mới, quán triệt và tổ chức thực hiện Nghị quyết Đại hội Đảng bộ nhà trường lần thứ XIX, năm học 2010 - 2011, nhà trường có bước chuyển biến tiến bộ toàn diện, cơ bản và vững chắc hơn trên tất cả các mặt công tác, hoàn thành tốt nhiệm vụ giáo dục, đào tạo. Nhà trường đã đào tạo 18 đối tượng, 32 khóa với gần 2.000 học viên, tổ chức thi tốt nghiệp ra trường và thi tốt nghiệp quốc gia cho 15 khóa (100% khá); triển khai biên soạn 6 giáo trình, tài liệu cấp bộ và binh chủng; 4 đề tài khoa học cấp binh chủng, 3 đề tài cấp ngành; hồi cố 10.000 đầu tài liệu, số hóa 40.000 trang tài liệu. Phát huy truyền thống “Tự lực, tự cường, chủ động, sáng tạo, dạy tốt, học tốt, công tác tốt”, nhà trường sẽ tập trung vào những khâu đột phá trong thời gian tới. Thường xuyên quán triệt sâu sắc và thực hiện thắng lợi Nghị quyết Đại hội Đảng toàn quốc lần thứ XI, Nghị quyết Đại hội Đảng bộ nhà trường lần thứ XIX; xây dựng Đảng bộ trong sạch vững mạnh (TSVM), nhà trường vững mạnh toàn diện (VMTD) góp phần xây dựng quân đội, binh chủng cách mạng, chính quy, tinh nhuệ, từng bước hiện đại.
Không ngừng nâng cao chất lượng hoàn thành nhiệm vụ giáo dục đào tạo và nghiên cứu khoa học, tập trung mọi nỗ lực, triển khai tích cực, toàn diện và đồng bộ những nội dung, biện pháp nâng cao chất lượng dạy học, hoàn thành tốt nhiệm vụ, chỉ tiêu đào tạo các đối tượng, đột phá vào dạy học thực hành, phương pháp dạy học tích cực, tăng cường sử dụng phương tiện dạy học hiện đại. Đẩy mạnh hơn nữa công tác nghiên cứu khoa học, biên soạn giáo trình, tài liệu, tích cực chuẩn bị các điều kiện, yếu tố để sớm được cấp trên công nhận là trường đại học và được đào tạo sau đại học chuyên ngành Pháo binh.
Nâng cao chất lượng xây dựng nhà trường VMTD, lấy xây dựng vững mạnh về chính trị làm cơ sở, tập trung giáo dục, rèn luyện cho mọi cán bộ, học viên, chiến sĩ luôn có bản lĩnh chính trị vững vàng, có phẩm chất đạo đức tốt, có tinh thần trách nhiệm và quyết tâm cao, sẵn sàng nhận và hoàn thành tốt mọi nhiệm vụ được giao. Đẩy mạnh đột phá làm chuyển biến vững chắc về xây dựng chính quy, quản lý rèn luyện kỷ luật. Nâng cao chất lượng công tác bảo đảm hậu cần, kỹ thuật, chú trọng nâng cao đời sống sinh hoạt cho đội ngũ cán bộ, học viên, chiến sĩ, nâng cao hiệu quả công tác tăng gia sản xuất, giữ vững và cải thiện từng bước đời sống vật chất tinh thần của bộ đội; tiếp tục thực hiện tốt cuộc vận động “Quản lý, khai thác vũ khí trang bị kỹ thuật tốt bền, an toàn tiết kiệm và an toàn giao thông”, tạo sự chuyển biến tiến bộ hơn về chất lượng xây dựng đơn vị, nhà trường VMTD. Nâng cao chất lượng xây dựng Đảng bộ nhà trường vững mạnh về chính trị, tư tưởng và tổ chức. Tập trung xây dựng các tổ chức cơ sở Đảng TSVM đột phá làm chuyển biến về năng lực lãnh đạo nhiệm vụ chính trị và sức chiến đấu của các cấp ủy, chi bộ; tăng cường củng cố đoàn kết thống nhất; xây dựng đội ngũ cán bộ, đảng viên có phẩm chất, năng lực đáp ứng tốt yêu cầu nhiệm vụ trong thời kỳ mới; nâng cao chất lượng, hiệu quả công tác kiểm tra, giám sát.
Luôn phấn khởi, tự hào Trường Đại học Sĩ quan Pháo binh quyết tâm thực hiện tốt phương châm “Tự lực, tự cường, chủ động, sáng tạo, dạy tốt, học tốt, công tác tốt”, góp phần tô thắm thêm truyền thống “Chân đồng, vai sắt, đánh giỏi, bắn trúng” của Binh chủng Pháo binh anh hùng và truyền thống vẻ vang của Quân đội Nhân dân Việt Nam anh hùng.

## Lãnh đạo hiện nay
- Hiệu trưởng: Đại tá , TS Kiều Hữu Kiên
- Chính ủy: Đại tá, Bùi Bắc Bình
- Phó Hiệu trưởng Đào tạo: Thượng tá, TS Phạm Quang Tạo
- Phó Hiệu trưởng quân sự: Thượng tá Dương Đình Hồng
- Phó Chính ủy: Đại tá,TS Phạm Văn Tuấn

## Tuyển sinh
- Tuyển nam học sinh phổ thông, hạ sĩ quan, binh sĩ đã tốt nghiệp trung học phổ thông trong cả nước;
- Toàn bộ học viên nội trú, được quân đội chu cấp 100%. Sau khi tốt nghiệp chịu sự phân công công tác của Bộ Quốc phòng;

## Đội ngũ giảng viên
- 100% giảng viên của trường có trình độ đại học trở lên, trong đó có 39,4% sau đại học; 6% tiến sĩ.

## Hiệu trưởng qua các thời kỳ
- 1956-1961: Thiếu tướng Lê Thiết Hùng, kiêm tư lệnh Binh chủng Pháo binh.
- 1961-1962: Thượng tá, Phùng Thế Tài (kiêm Tham mưu trưởng Binh chủng, sau này lên đến Thượng tướng, Phó Tổng Tham mưu trưởng)
- 1981-1986: Đại tá, Nguyễn Văn Khiếu.
- 1987-1997: Đại tá, Trương Hùng (kiêm Tham mưu trưởng Binh chủng)
- 1998-2003: Đại tá, Nguyễn Nghĩa
- 2004-:2013 Thiếu tướng PGS.TS Trần Quyết Tiến
- 2013- 2017:Thiếu tướng PGS.TS Nguyễn Du
- 2017-: Nhà giáo ưu tú, Đại tá PGS Vũ Ký Vệ

## Khen thưởng
- Trường sĩ quan Pháo binh đã được Đảng, Nhà nước, Quân đội ta và các nước bạn tặng thưởng nhiều danh hiệu cao quý như: 
+ Anh hùng LLVT nhân dân;
+ Huân chương Quân công hạng Nhất, Nhì;
+ Huân chương Chiến công hạng Nhất, Nhì, Ba;
+ Huân chương Bảo vệ Tổ quốc hạng Nhì;
+ Huân chương Lao động hạng Ba;
+ Huân chương “Tự do” hạng Nhất của Nhà nước CHDCND Lào;
+ Huân chương “Bảo vệ Tổ quốc” hạng Nhất của Nhà nước Campuchia; 
+ Nhiều phần thưởng cao quý khác...